# 이알로베니
이알로베니(루마니아어: Ialoveni)는 몰도바의 도시로 이알로베니 구의 행정 중심지이며 면적은 31.6km2, 인구는 15,700명(2012년 기준), 인구 밀도는 496.8명/km2이다. 수도 키시너우에서 10km 정도 떨어진 곳에 위치한다.